# Parelbella
Genre
Parelbella est un genre néotropical de lépidoptères (papillons) de la famille des Hesperiidae, de la sous-famille des Pyrginae et de la tribu des Pyrrhopygini.

## Taxonomie
Le genre Parelbella a été décrit par Olaf Mielke en 1995.

## Liste des espèces et distributions géographiques
Le genre compte cinq espèces décrites, toutes originaires de l'écozone néotropicale, :
- Parelbella ahira (Hewitson, [1866]) — Brésil.
- Parelbella macleannani (Godman & Salvin, [1893]) — du Sud du Mexique à l'Équateur.
- Parelbella nigra Mielke, Austin & Warren, 2008  — Mexique.
- Parelbella peruana Mielke, 1995 — Pérou.
- Parelbella polyzona (Latreille, [1824]) — Guyanes, Brésil.